# Приключенията на Робин Худ
„Приключенията на Робин Худ“ или „Легендата за Робин Худ“ (на английски: The Adventures of Robin Hood) е американски пълнометражен игрален филм от 1938 г., режисиран от Майкъл Къртис с участието на Ерол Флин и Оливия де Хавиланд.
Произведението представлява екранизация на средновековната английска легенда за героя Робин Худ, аристократ по произход, защтитник на бедните и онеправданите. Филмът е от поредица хитови приключенски заглавия от 1930-те години с участието на голямата звезда на Холивуд от тези години Ерол Флин. Всички те са режисирани от водещия режисьор Майкъл Къртис, който е автор и на филмовата класика „Казабланка“ (1942).

## Сюжет
Внимание:  Текстът по-долу разкрива сюжета на произведението (или части от него)!
През 1191 Ричард Лъвското сърце тръгва към Светите земи на кръстоносен поход. Поверява управлението на страната на Лонгчамп, вместо на своя брат принц Джон. След като сключва примирие със Саладин, кралят се приготвя за завръщане, но е измамен от императора Хенри VI. Принц Джон се възкачва на престола и почва да крои планове как още повече да възпрепятства завръщането на брат си. Той и дясната му ръка сър Гай от Гинсбур облагат с високи данъци страната, а приближените им непрекъснато тормозят обикновените граждани. Англия изпада в период на глад.
Дребният благородник Сър Робин от Локсли се опълчва на безчинствата на новите управляващи: спасява един бракониер от жестокия сър Гай и обявява несъгласието си към новата власт на пищно пиршество в замъка Нотингам. Войските и сър Гай се нахвърлят върху бунтовника, но той чрез хитрост и ловкост, особено с лъка и стрелите, успява да си измъкне от нападателите си. Сър Робин се укрива в близката гора Шеруд, където започва да събира около себе си приближени и да подстрекава гражданите към бунт в името на Ричард I.
Принц Джон увеличава данъците и таксите, под предлог, че се събира откуп за краля. Поверява събирането на парите на сър Гай. Наложени са тежки наказания за онези, които не плащат. Сър Робин обаче убива със стрели всеки посегнал на беззащитните бедни граждани. Убитите войници се увеличават, а властта не знае как да залови извършителя.
Дружината на Робин Худ се увеличава, в нея влиза Алън, Уили Червения и Брат Тък. Рецидивистите успяват да заловят сър Гай, който превозва ковчеже, пълно с данъци, към Нотингам. С него е и благородната дама лейди Мериам. Тя от началото не харесва Робин, заради арогантното му поведение, но на празненство, организирано от шерудската дружина, на което Мериам и сър Гай са поканени, благородната дама започва да изпитва симпатии към бунтовника, който застава на страната на невинните и онеправданите.

## В ролите
| Актьор             | Роля                       |
| ------------------ | -------------------------- |
| Ерол Флин          | Робин Худ                  |
| Оливия де Хавиланд | Госпожица Мариан           |
| Базил Ратбон       | Сър Гай от Гизбърн         |
| Клод Рейнс         | Принц Джон                 |
| Патрик Ноулес      | Уил Скарлет                |
| Еужен Палет        | монаха Тък                 |
| Алан Хейл          | Малък Джон                 |
| Мелвил Купър       | шерифът на Нотингам        |
| Йън Хънтър         | Крал Ричард Лъвското сърце |
| Уна Оконър         | Бес                        |

## Награди и номинации
„Приключенията на Робин Худ“ е сред основните заглавия на единадесетата церемония по връчване на наградите „Оскар“ с номинации в четири категории, включително за „Най-добър филм“. В крайна сметка, той спечелва три статуетки: за сценография, монтаж и оригинална музика. През 1995 година, филмът е избран като културно наследство за опазване в Националния филмов регистър към Библиотеката на Конгреса на САЩ.

## В България
В България филмът е излъчен по Ефир 2 на Българската национална телевизия през 1994 г. с български дублаж за телевизията. Ролите се озвучават от Силвия Русинова, Васил Банов, Иван Танев, Васил Бинев и Даниел Цочев. Преводът е на Наташа Величкова.